# Мемнон Чудотворец
Ме́мнон Чудотво́рец (греч. Μέμνων ο Θαυματουργός) — христианский подвижник, игумен монастыря в Египте, преподобный.
Мемнон причислен к лику святых в Православной и Католических церквях.
В каком веке жил Мемнон, определить трудно. В «Лавсаике» Палладия, написанном в 419—420 годах, его имя отсутствует. В Минологии Василия II, написанном в 979—989 годах, житие Мемнона помещено под 28 апреля, в этот день его память совершается в греческих Православных церквях и в Католической церкви. В славянских Православных церквях и в Румынской православной церкви память Мемнона совершается 29 апреля. В отдельных греческих Синаксарях память преподобного Мемнона — 19 мая.
В Минологии Василия II житие Мемнона очень краткое; в нём говорится, что Мемнон с юных лет стремился к подвижнической жизни, занимаясь непрестанной молитвой и трудом, тяжёлыми постническими трудами достигал победы духа над плотью; а затем стал игуменом одного из монастырей, где он мудро и осторожно руководил братией. Благодаря своему подвижничеству Мемнон получил дар прозорливости. В Минологии описаны различные чудеса, совершённые Мемноном: по его молитве в пустыне открылся источник воды, погибла саранча, губившая посевы; терпевшие кораблекрушение, призвав его на помощь, спасались. После смерти Мемнона одно лишь призывание его имени прогоняло саранчу и разрушало любые козни лукавых духов. Благодаря совершаемым чудесам Мемнон получил имя «Чудотворец».
В славянской Минеи 29 апреля помещена служба Мемнону Чудотворцу, она совмещена со службой Девяти мученикам Кизическим. Мученикам служба помещена впереди службы Мемнону. Песнопения Мемнону — это три стихиры на «Господи воззвах» 8 гласа, подобен: «О преславного чудесе»; канон 4 гласа и седален 8 гласа, подобен: «Премудрости».
В современной греческой Минеи служба Мемнону Чудотворцу отсутствует.